# Urocerus gigas
Urocerus gigas là một loài côn trùng trong họ Siricidae. Loài này được Linnaeus miêu tả khoa học đầu tiên năm 1767.
Đây là loài gây hại của cây Abies alba, phát triển phổ biến ở Argentina.